# 18524 Tagatoshihiro
18524 Tagatoshihiro è un asteroide della fascia principale. Scoperto nel 1996, presenta un'orbita caratterizzata da un semiasse maggiore pari a 2,4840434 UA e da un'eccentricità di 0,0704748, inclinata di 5,49961° rispetto all'eclittica.